# Zdeněk Nehoda
Zdeněk Nehoda (n. 9 de mayo de 1952; Hulín, Checoslovaquia) es un exfutbolista checo que jugó como delantero, principalmente en el Dukla Praga. Es el futbolista que más partidos disputó con la selección de Checoslovaquia, con quien se proclamó campeón de la Eurocopa 1976.

## Carrera profesional
Nehoda debutó en 1969 con el TJ Gottwaldov, pero en 1971 firmó con el Dukla Praga, el equipo del Ejército checoslovaco. En el Dukla se convirtió en una leyenda al disputar 290 partidos de liga y anotar 124 goles. Estas cifras, junto al hecho de convertirse en campeón de la Eurocopa 1976 con Checoslovaquia, le sirvieron para iniciar su carrera deportiva en el fútbol europeo occidental sin demasiado éxito.
En 1983 fichó por el SV Darmstadt 98 alemán, donde se consolidó con el título de máximo goleador de la segunda división alemana, y la temporada siguiente por el Standard Liège, pero no consiguió hacerse un sitio en el equipo titular de forma definitiva. Entre 1984 y 1986 militó en el FC Grenoble, para posteriormente abandonar el fútbol profesional y retirarse en el SC Amaliendorf, un club alemán amateur.

## Selección nacional
Nehoda jugó entre 1971 y 1987 para la selección de Checoslovaquia, con quien disputó 90 partidos y anotó 31 goles, sólo tres menos que el máximo goleador de la historia de la selección checoslovaca, Antonín Puč.
Formó parte de la plantilla que se coronó campeona de la Eurocopa 1976 ante Alemania Federal y logró el tercer puesto en la Eurocopa 1980. También disputó con su selección la Copa Mundial de Fútbol de 1982 en España. Con sus 90 participaciones es el jugador que más partidos jugó con la selección.